# Argenteau
Argenteau (en való Årdjetea) és una nucli de la ciutat de Visé, a la província de Lieja de la regió valona de Bèlgica, al marge dret del Mosa. Un petit rierol, la Julienne, afluent del Mosa rega el poble al seu marge, la ciutat de Visé va crear un parc d'unes 80 hectàrees a l'entorn dels seus estanys.

## Història

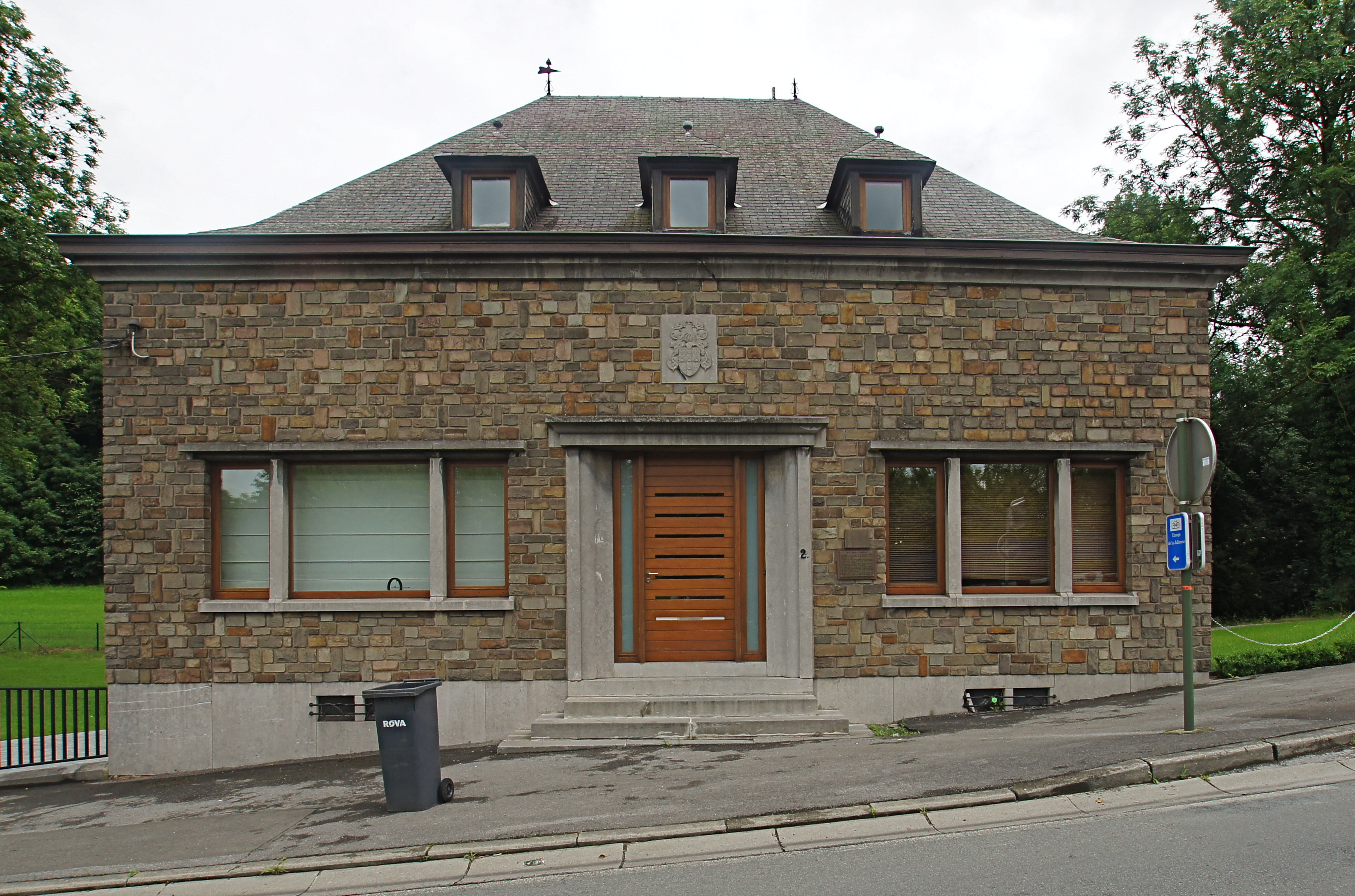
Antiga Casa de la Vila

Tot hi trobar-s'hi traces d'una ocupació paleolítica, la primera menció del nom actual data del 1040. El castell fortificat es va construir des del segle x en cim d'un espadat al marge del Mosa, per a protegir la regió contra les invasions dels Vikings. Durant segles, va ser el subjecte de cobejança de tots els invasors de la regió, fins a la seva destrucció per a les tropes francesos el 1674.
El 1347 les tropes d'Engelbert de la Mark, príncep-bisbe de Lieja van assetjar el castell, poc després, la ciutat de Visé esdevindrà una bona vila. Junts van oposar-se al peatge imposat per Renaud III, senyor del lloc, per al passatge de les barques al Mosa. Els liegesos van derrocar-lo per una primera vegada.
Durant la guerra dels Vuitanta Anys els espanyols i els neerlandesos van disputar-se la regió. De 1634 a 1643 les tropes castellanes van assetjar Argenteau.
El 1674-75, els francesos prenen Argenteau per a la primera vegada. En foragitar els austríacs, el 1792, les tropes revolucionàries van ocupar la regió per a la segona vegada. El 1815 va integrar-se al Regne Unit dels Països Baixos i el 1830 l'estat nou belga.
Lluís-Antoni de Claris, comte de Clermont, va fer erigir el castell actual el 1683 damunt les ruïnes de la fortificació devastada. Després passà a les mans de la família de Mercy-Argenteau, de la qual un fill, Francesc, va esdevenir camarlenc de Napoleó. Al jardí es troba un cedre notable plantejat el 1804.

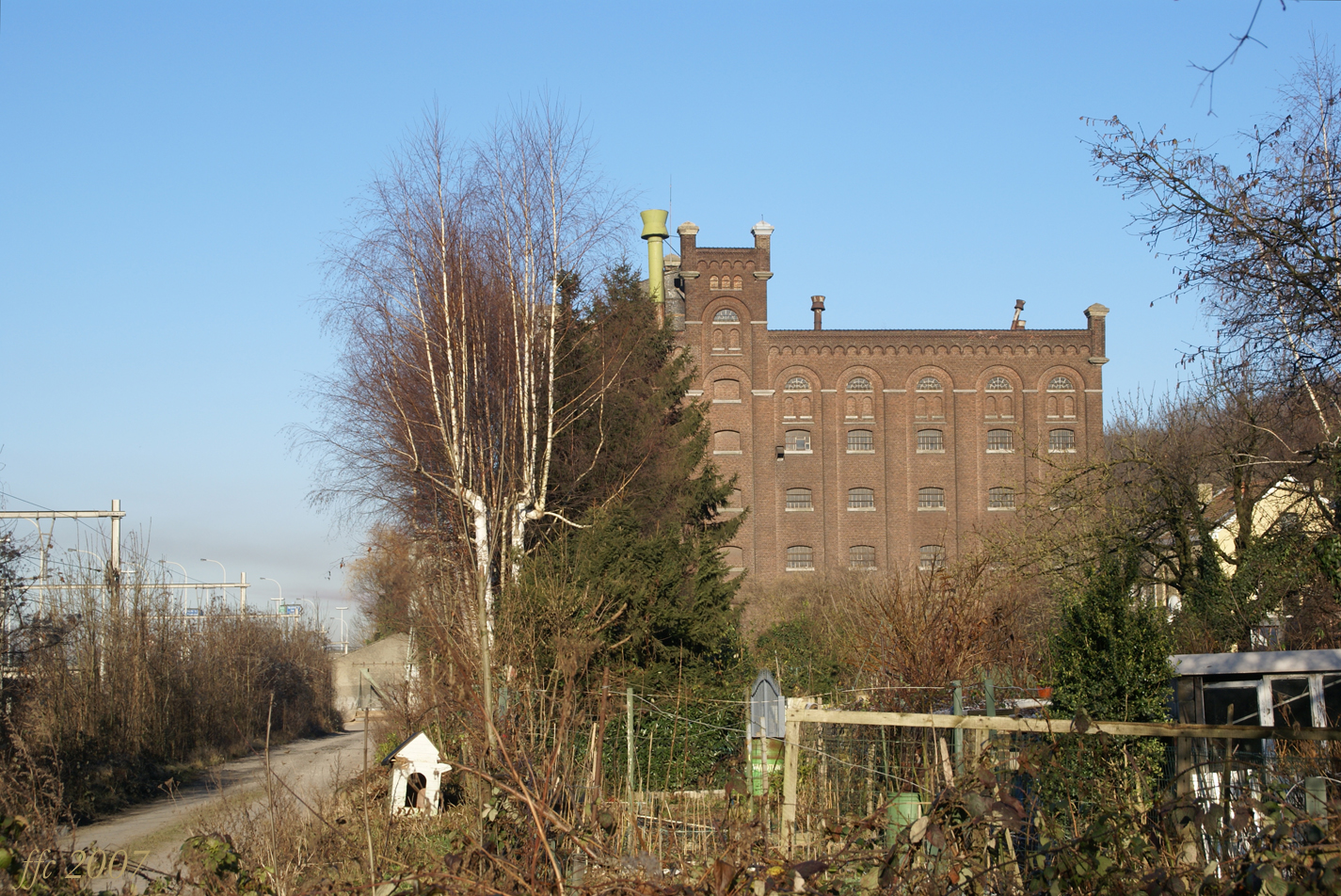
El molí SCAR

A la fi del segle xviii va començar l'explotació del carbó a la mina per a la companyia Argenteau-Trembleur: una unió que reuneix la mina de Trembleur i la d'Argenteau. Era la darrera mina que es va tancar a Valònia, el 31 de març de 1980. Excepte per al molí, això va significar la fi de la història industrial del poble, que va canviar-se en dormitori per a les ciutats properes de Lieja i de Visé.
El molí de la Société Coopérative d'ARgenteau SCAR també anomenat molí Moureau es destaca a la riba del Mosa. Des de la darrera transformació als anys 1960 només serveix per a moldre aliments per bestiar. Hi ha un projecte de restaurar l'edifici per a instal·lar-hi els serveis de policia del Mosa inferior.
Era un municipi independent fins al 1977, quan va fusionar amb Visé.

## Persones famoses
- Florimond de Mercy-Argenteau, ministre plenipotenciari del Països Baixos austríacs
- François de Mercy-Argenteau (1780-1869), camerlenc de Napoleó
- François Walthéry, (1946-…) dibuixant d'historietes il·lustrades